# HIStory/Ghosts
"HIStory/Ghosts" là một đĩa đơn mặt A đôi của nghệ sĩ thu âm người Mỹ Michael Jackson trích từ album phối lại Blood on the Dance Floor: HIStory in the Mix (1997). Phiên bản gốc của "HIStory" đã xuất hiện trong album phòng thu thứ chín của ông, HIStory: Past, Present and Future, Book I (1995), nhưng không được phát hành làm đĩa đơn, trong khi "Ghosts" là một trong năm bài hát mới của album phối lại. "HIStory" được sáng tác bởi Michael Jackson, James Harris III và Terry Lewis trước khi nó được phối lại bởi Tony Moran vào năm 1997. Phiên bản ban đầu có lồng ghép những đoạn âm về các sự kiện lịch sử, trong khi bản phối lại thì không.
"Ghosts" được viết lời và sản xuất bởi Michael Jackson và Teddy Riley vào năm 1997. Lời bài hát đề cập đến vấn đề hoang tưởng, một chủ đề quen thuộc trong khi tác phẩm của Jackson. Những ca khúc trong đĩa đơn đều có một video âm nhạc cho từng bài hát. Video ca nhạc cho bản phối mới của "HIStory" lấy bối cảnh ở một hộp đêm mang tính chất tương lai, và bao gồm những hình ảnh gợi nhắc lại sự nghiệp âm nhạc của Jackson. Video ca nhạc cho "Ghosts" được trích từ bộ phim dài cùng tên. Sau khi phát hành, nó đã lọt vào top 5 trên các bảng xếp hạng ở Scotland và Vương quốc Anh, và lọt vào top 20 ở nhiều thị trường khác.

## Danh sách bài hát
Đĩa CD maxi tại châu Âu
1. "HIStory" (7" HIStory Lesson chỉnh sửa) – 4:08
2. "HIStory" (MARK!'s Radio chỉnh sửa) – 4:18
3. "HIStory" (MARK!'s Vocal Club Mix) – 9:14
4. "HIStory" (The Ummah Radio Mix) – 5:00
5. "HIStory" (The Ummah DJ Mix) – 3:04
6. "HIStory" (The Ummah Main Acapella) – 4:04
7. "Ghosts" (radio chỉnh sửa) – 3:50

Đĩa CD tại Anh quốc #1
1. "HIStory" (7" HIStory Lesson chỉnh sửa) – 4:08
2. "HIStory" (Radio chỉnh sửa) – 4:01
3. "Ghosts" (radio chỉnh sửa) – 3:50
4. "Ghosts" (Mousse T's Club Edit) – 4:24

Đĩa CD tại Anh quốc #2 (chỉ bao gồm "HIStory")
1. "HIStory" (Tony Moran's HIStory Lesson) – 4:08
2. "HIStory" (Tony Moran's HIStory Dub) – 7:56
3. "HIStory" (MARK!'s Vocal Club Mix) – 9:14
4. "HIStory" (The Ummah Radio Mix) – 5:00
5. "HIStory" (The Ummah Urban Mix) – 4:20

| Đĩa CD maxi bản giới hạn tại Anh quốc 1. "HIStory" (7" HIStory Lesson chỉnh sửa) – 4:08 2. "Ghosts" (Mousse T's Radio Rock) – 4:25 3. "Ghosts" (Mousse T's Club Mix) – 6:03 4. "Ghosts" (radio chỉnh sửa) – 3:50 5. "HIStory" (Tony Moran's HIStory Dub) – 7:56 Đĩa 12" maxi 1. "HIStory" (MARK!'s Vocal Club Mix) – 9:14 2. "HIStory" (MARK!'s Keep Movin' Dub) – 9:23 3. "HIStory" (The Ummah DJ Mix) – 3:04 4. "HIStory" (The Ummah Main a Cappella) – 4:04 5. "Ghosts" (radio chỉnh sửa) – 3:50 Đĩa đơn cassette 1. "HIStory" (7" HIStory Lesson chỉnh sửa) – 4:08 2. "HIStory" (radio) – 4:04 3. "Ghosts" (radio) – 3:50 | Đĩa CD quảng cáo tại châu Âu 1. "HIStory" (7" HIStory Lesson chỉnh sửa) – 4:08 2. "Ghosts" (radio edit) – 3:50 Đĩa 12" HIStory (Mark Picchiotti Remixes) 1. "HIStory" (MARK!'s Phly Vocal) – 9:10 2. "HIStory" (MARK!'s Future Dub) – 9:16 Đĩa 12" Ghosts (Mousse T Mixes) 1. "Ghosts" (Mousse T's Club Mix) – 6:03 2. "Ghosts" (Mousse T's Club Mix TV) – 6:03 |

## Xếp hạng
| Bảng xếp hạng (1997)               | Vị trí cao nhất |
| ---------------------------------- | --------------- |
| Úc (ARIA)                          | 43              |
| Áo (Ö3 Austria Top 40)             | 36              |
| Bỉ (Ultratop 50 Flanders)          | 17              |
| Bỉ (Ultratop 50 Wallonia)          | 10              |
| Châu Âu (European Hot 100 Singles) | 11              |
| Phần Lan (Suomen virallinen lista) | 16              |
| Pháp (SNEP)                        | 26              |
| Đức (Official German Charts)       | 14              |
| Ireland (IRMA)                     | 16              |
| Ý (Musica e dischi)                | 9               |
| Hà Lan (Dutch Top 40)              | 19              |
| Hà Lan (Single Top 100)            | 14              |
| New Zealand (Recorded Music NZ)    | 29              |
| Scotland (OCC)                     | 4               |
| Thụy Điển (Sverigetopplistan)      | 12              |
| Thụy Sĩ (Schweizer Hitparade)      | 16              |
| Anh Quốc (OCC)                     | 5               |
| Anh Quốc R&B (OCC)                 | 3               |

| Bảng xếp hạng (1997)                 | Vị trí |
| ------------------------------------ | ------ |
| Belgium (Ultratop 50 Flanders)       | 69     |
| Belgium (Ultratop 50 Wallonia)       | 48     |
| Europe (European Hot 100)            | 92     |
| Germany (Official German Charts)     | 58     |
| Netherlands (Dutch Top 40)           | 95     |
| Netherlands (Single Top 100)         | 75     |
| Sweden (Sverigetopplistan)           | 86     |
| UK Singles (Official Charts Company) | 97     |